# Jacob Bekenstein
Jacob David Bekenstein, né le 1er mai 1947 à Mexico (Mexique) et mort le 16 août 2015 à Helsinki (Finlande),, est un physicien israélo-mexicain. Il est le premier à suggérer que les trous noirs ont une entropie et une température, il est donc le précurseur de la thermodynamique des trous noirs. Il a également abordé divers aspects des liens entre gravitation et information.

## Biographie
Il est professeur de physique théorique à l'université hébraïque de Jérusalem. Il est également membre de l'Académie israélienne des sciences et lettres et a reçu le prix Rothschild en physique.

### Contribution principale
En 1973, Bekenstein fut le premier à suggérer que les trous noirs puissent avoir une entropie ainsi qu'une température. Doutant du concept de température, Stephen Hawking s'employa à démontrer que c'était une erreur, mais découvre par ses propres calculs que la theorie de Bekenstein est exacte. Par la suite, Jacob Bekenstein formula le second principe de la thermodynamique appliqué aux trous noirs.
Le rayonnement des trous noirs est aujourd'hui appelé sous le nom de rayonnement de Hawking (ou parfois rayonnement de Bekenstein-Hawking).

## Publications
- (en) Information in the Holographic Universe, Scientific American, Vol. 289, n° 2, août 2003, p. 61.
- (en) J. D. Bekenstein et M. Schiffer, Quantum Limitations on the Storage and Transmission of Information, Int. J. of Modern Physics 1:355-422 (1990).
- (en) Entropy content and information flow in systems with limited energy, Phys. Rev. D 30:1669-1679 (1984).
- (en) Communication and energy, Phys. Rev A 37(9):3437-3449 (1988).
- (en) J. D. Bekenstein, M. Milgrom, Does the missing mass problem signal the breakdown of Newtonian gravity?, Astrophys. J. 286:7 (1984).
- (en) Entropy bounds and the second law for black holes, Phys. Rev. D 27(10):2262-2270 (1983).
- (en) Specific entropy and the sign of the energy, Phys. Rev. D 26(4):950-953 (1982).
- (en) Black holes and everyday physics, General Relativity and Gravitation, 14(4):355-359 (1982).
- (en) Universal upper bound to entropy-to-energy ratio for bounded systems, Phys. Rev. D 23:287-298 (1981).
- (en) Energy cost of information transfer, Phys. Rev. Lett 46:623-626. (1981).
- (en) Black-hole thermodynamics, Physics Today, 24-31 (janvier 1980).
- (en) Statistical black hole thermodynamics, Phys. Rev. D12:3077- (1975).
- (en) Generalized second law of thermodynamics in black hole physics, Phys. Rev. D 9:3292-3300 (1974).
- (en) Black holes and entropy, Phys. Rev. D 7:2333-2346 (1973). [citeseer]
- (en) Nonexistence of baryon number of static black holes, ii. Phys. Rev. D 5:2403-2412 (1972).
- (en) Of Gravity, Black Holes and Information, Di Renzo Editore, Rome, 2006,  (ISBN 88-8323-161-9).

## Anecdotes
Dans le jeu Mass Effect 2, une des rares planètes habitables de la galaxie porte le nom Bekenstein en l'honneur du physicien.